# Miléai (ort i Grekland)
Miléai (Milies) är en ort i Grekland.   Den ligger i prefekturen Nomós Magnisías och regionen Thessalien, i den centrala delen av landet, 160 km norr om huvudstaden Aten. Miléai ligger 424 meter över havet och antalet invånare är 640.
Terrängen runt Miléai är varierad. Havet är nära Miléai åt sydväst. Runt Miléai är det ganska glesbefolkat, med 22 invånare per kvadratkilometer. Närmaste större samhälle är Volos, 18,7 km väster om Miléai. 